# Rob Brown
Rob Brown (ur. 11 marca 1984 w Nowym Jorku) – amerykański aktor filmowy i telewizyjny. Występował w takich filmach jak: Szukając siebie (2000), Trener (2005) czy Wytańczyć marzenia (2006), a także w serialu HBO Treme (2010–2013) i jako agent FBI Edgar Reade w serialu NBC Blindspot: Mapa zbrodni.

## Życiorys

### Wczesne lata
Urodził się w nowojorskim Harlemie. Wychował się na nowojorskim Brooklynie, gdzie w 2002 ukończył Poly Prep Country Day School. W 2006 zdobył dyplom w Amherst College w Amherst w Massachusetts, gdzie grał w piłkę nożną.

### Kariera filmowa
Mimo że nie miał żadnego doświadczenia filmowego, zadebiutował w głównej roli Jamala Wallace’a w dramacie Gusa Van Santa Szukając siebie (2000) u boku Seana Connery’ego, za którą otrzymał Young Artist Award i był nominowany do nagrody Czarnej Szpuli za najlepszego aktora drugoplanowego. W 2001 został uhonorowany Nagrodą Satelitą za specjalne osiągnięcia.
Inną ważną rolą, którą grał, był Kenyon Stone w biograficznym dramacie sportowym Trener (2005). Kreacja zawodnika futbolu amerykańskiego Erniego Davisa w biograficznym dramacie sportowym Ekspres - bohater futbolu (The Express: The Ernie Davis Story, 2008) u boku Dennisa Quaida przyniosła mu nominację do NAACP Image Awards.

### Wolontariat
W 2008 został mianowany oficjalnym rzecznikiem Leukemia & Lymphoma Society’s Light the Night Walk. Pomaga on dzieciom chorym na białaczkę.

## Filmografia

### filmy fabularne
- 2000: Szukając siebie (Finding Forrester) jako Jamal Wallace
- 2005: Orphan King (The Orphan King ) jako Tye
- 2005: Trener (Coach Carter) jako Kenyon Stone
- 2006: Wytańczyć marzenia (Take the lead) jako Rock
- 2007: Śmierć na żywo (Live!) jako Byron
- 2008: Ekspres - bohater futbolu (The Express: The Ernie Davis Story) jako Ernie Davies
- 2008: Stan spoczynku (Stop-Loss) jako Isaac Eyeball Butler
- 2012: Mroczny rycerz powstaje (Dark Knight Rises) jako Allen
- 2013: Don Jon jako Bobby

### seriale TV
- 2010–2013: Treme jako Delmond Lambreaux
- 2015-2020: Blindspot: Mapa zbrodni jako agent specjalny FBI Edgar Reade
- 2016–2017: Shooter jako Donny Fenn